# 山内バスストップ
座標: 北緯39度16分24.94秒 東経140度37分17.44秒 / 北緯39.2735944度 東経140.6215111度山内バスストップ（さんないバスストップ）は、秋田県横手市山内平野沢にあるバス停留所である。

## 概要
秋田自動車道上に設置。山内PAより2.2キロメートル、横手ICより7.4キロメートルの場所に位置する。秋田県道40号横手東成瀬線との交点付近。

## 周辺
- 山内郵便局（約500メートル）
- 羽後交通山内線 平野沢バス停留所（約500メートル）
- 横手市役所山内地域局（約700メートル）
- 東日本旅客鉄道（JR東日本）北上線 相野々駅（約700メートル）

## 停車路線
- レイク&ポート号（羽後交通）・田沢湖線（羽後交通）
  - 東京駅・横浜駅方面（乗車のみ）
  - 田沢湖方面（降車のみ）

かつて、江ノ電バスも共同運行していたが、2019年6月30日発をもって運行を取りやめ、羽後交通の単独路線となる。
- グリーンライナー号（羽後交通・JRバス東北）
  - 仙台駅方面（乗車のみ）
  - 大曲/湯沢方面（降車のみ）

## 隣
E46 秋田自動車道
(2)湯田IC - 山内PA - 山内BS - (3)横手IC